# Brunkebergs hotell

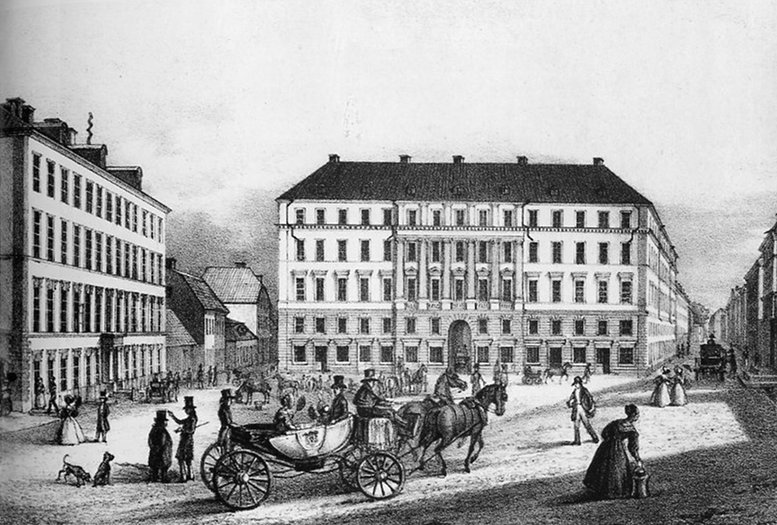
Brunkebergs hotell 1841

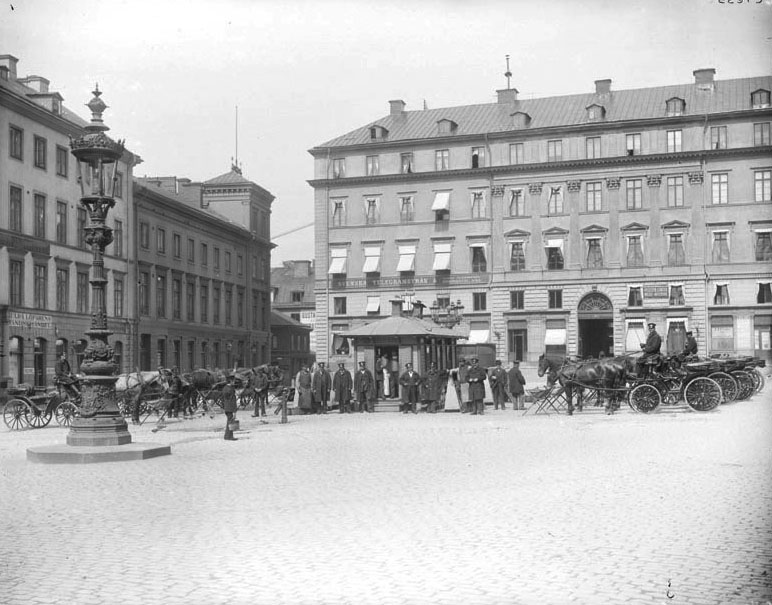
Brunkebergs hotell 1896

Brunkebergs hotell, senare benämnd Telegrafstyrelsens hus eller Televerkets hus, var en byggnad på Brunkebergstorg 11-13 i kvarteret Fyrmörsaren på Norrmalm i centrala Stockholm.

## Historia
Brunkebergs hotell ritades av arkitekten Per Axel Nyström och uppfördes 1837–1841 av byggmästaren Jonas Jonsson på uppdrag av friherre Johan Nordenfalk. Det byggdes om i slutet av 1920-talet för att hysa Kungl. Telegrafstyrelsen (en myndighet med ansvar för telekommunikationen i Sverige). 1969 revs slutligen huset under Norrmalmsregleringen, då stora delar av Klarakvarteren på nedre Norrmalm revs för att ge plats åt det moderna Stockholms city.
Byggnaden bestod ursprungligen av luxuösa våningar där förmögna hyresgäster bodde under längre tid, och den kallades av August Blanche för ”en begravningsplats för penningen.” Bland de som bott i huset märks Aftonbladets grundare Lars Johan Hierta, konstnären Jenny Nyström och Albert Bonnier, grundare av Albert Bonniers förlag.

### Handelshögskolan i Stockholm

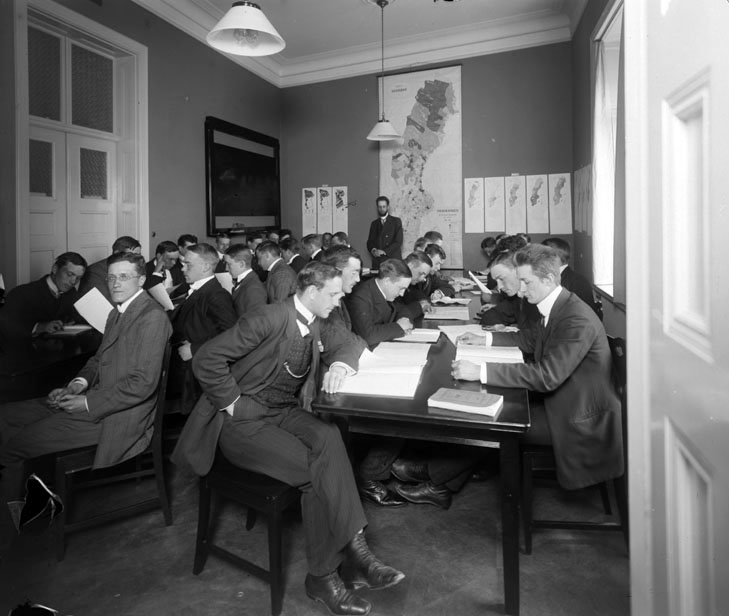
Eli Heckscher undervisar studenter vid Handelshögskolan i Stockholm 1911.

Handelshögskoleföreningen hyrde från 1909 till 1928 lokaler i Brunkebergs hotell åt Handelshögskolan i Stockholm och Handelshögskolans i Stockholm studentkår. Båda organisationerna hade grundats 1909. Högskolan och dess studentkår inrättade sig på våning två och halva våning tre i hotellet.
Beroende på ett ökande antal studenter, visade sig lokalerna i byggnaden efter cirka 10 år för små och Handelshögskoleföreningens medlemmar började planera för att flytta verksamheten till mer ändamålsenliga lokaler. 1926 kunde högskolan och dess studentkår flytta till sin nuvarande adress, en nyuppförd byggnad på Sveavägen 65 i Stockholm.

### Kungl. Telegrafstyrelsen

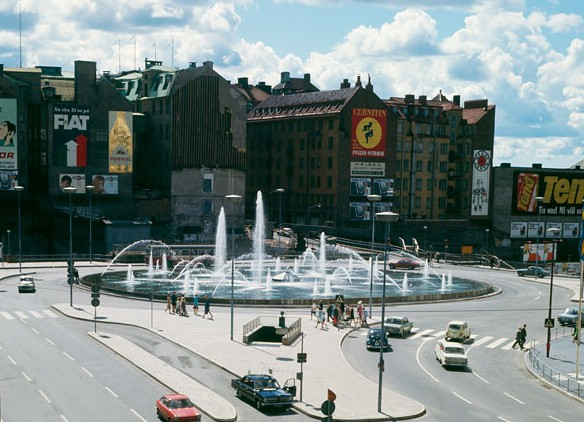
Televerkets hus sett norrifrån från Sergels torg 1968. På denna plats uppfördes senare Riksbankshuset och Kulturhuset.

Senare togs Brunkebergs hotell över av Kungl. Telegrafstyrelsen. I samband med myndighetens inflyttning i huset 1924 byggdes det om till förvaltningsbyggnad. Ansvarig för ombyggnad var arkitekten Nils G:son Friberg tillsammans med Figge Wetterqvist. En våning lades till, samtidigt som fasaden förenklades och putsades i mörkare terrasitputs, med ljusare fält på gavlar och runt fönstren. Tillsammans med den kraftigare taklisten, vilken kröntes av en balustrad, lånade den sitt formspråk från svenska 1600-talspalats och Stockholms slott. Två gripar i kopparplåt med långa spjut i klorna blickade ut över Brunkebergs torg från taket.

### NorrmalmsregleringenochRiksbankshuset
Byggnaden revs 1969 i samband med Norrmalmsregleringen, och gav plats för dagens Riksbankshus 1976. Interiören från Televerkets styrelserum i Brunkebergs hotell återuppbyggdes på det numera nedlagda Telemuseum.

## Kända hyresgäster

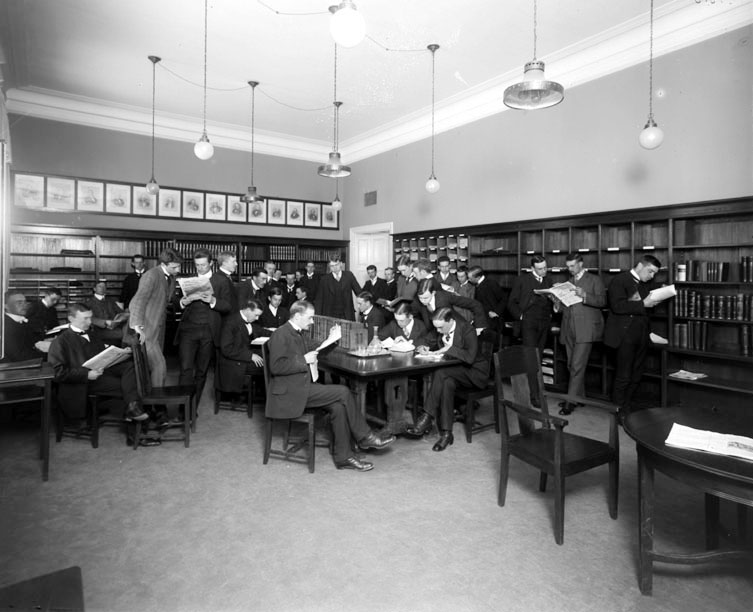
Handelshögskolans i Stockholm studentkår grundades 1909 och hade sina lokaler i Brunkebergs hotell

### Personer
- Lars Johan Hierta, till 1849 och från cirka 1859[6]
- Maria Röhl, till 1875
- Jenny Nyström, 1880-tal[7]
- Edvard Bergh
- August Jernberg
- Albert Bonnier
- Filip Lundström
- Fredrique Hammarstedt 1855–1881

### Verksamheter
- Svenska Slöjdföreningen
- Stockholmsutställningen 1851, 16 juni–18 juli 1851
- Militärsällskapet, till 1877[8]
- Palmgrenska samskolan, cirka 1876–1882[9]
- Handelshögskolan i Stockholm, 1909–1928 (flyttade 1926 huvuddelen av verksamheten till Sveavägen 65)
- Handelshögskolans i Stockholm studentkår, 1909–1928 (flyttade 1926 huvuddelen av verksamheten till Sveavägen 65)
- Kungl. Telegrafverket (ändrade namn till Telegrafverket 1946 och till Televerket 1953), 1924–1969
- Figaro (tidning)
- Hammarstedtska flickpensionen

## Bildgalleri

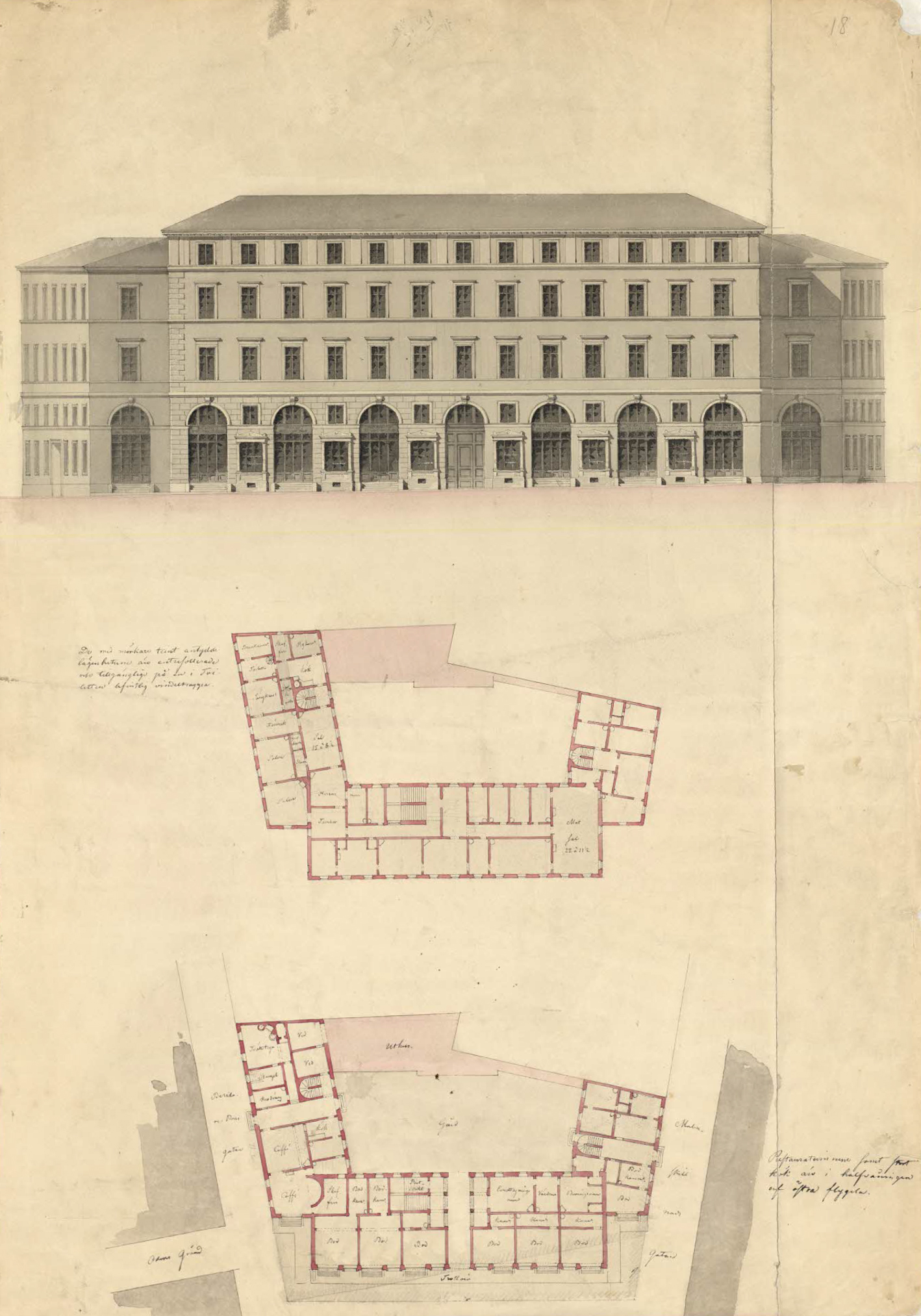
Arkitekt Per Axel Nyström d.ä.s ritning från 1840-talet
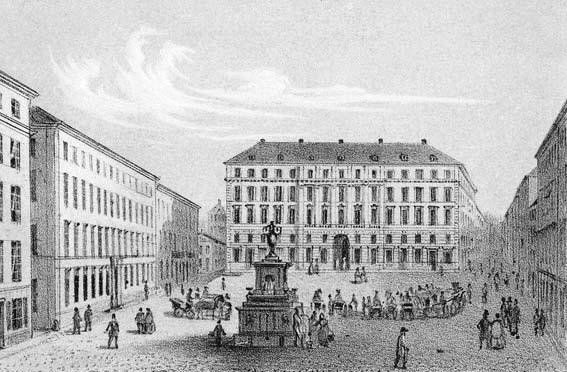
Brunkebergs hotell 1858
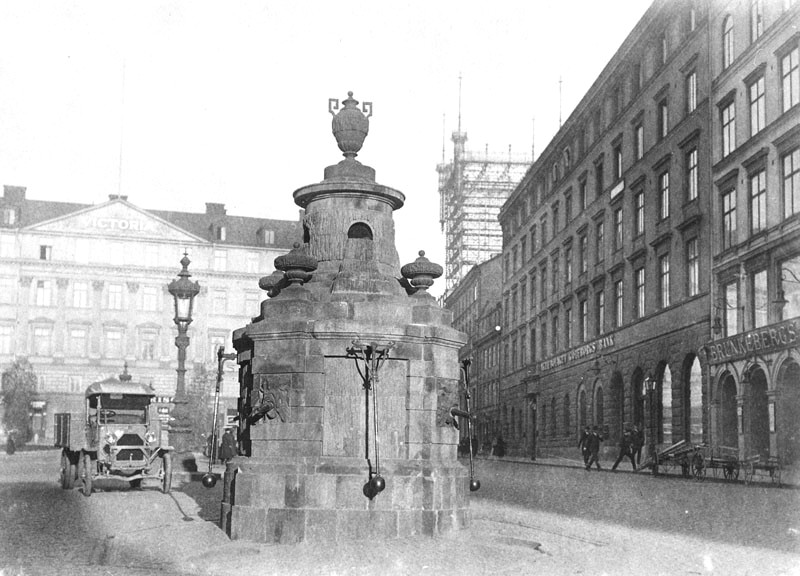
Stortorgsbrunnen framför Brunkebergs hotell 1910
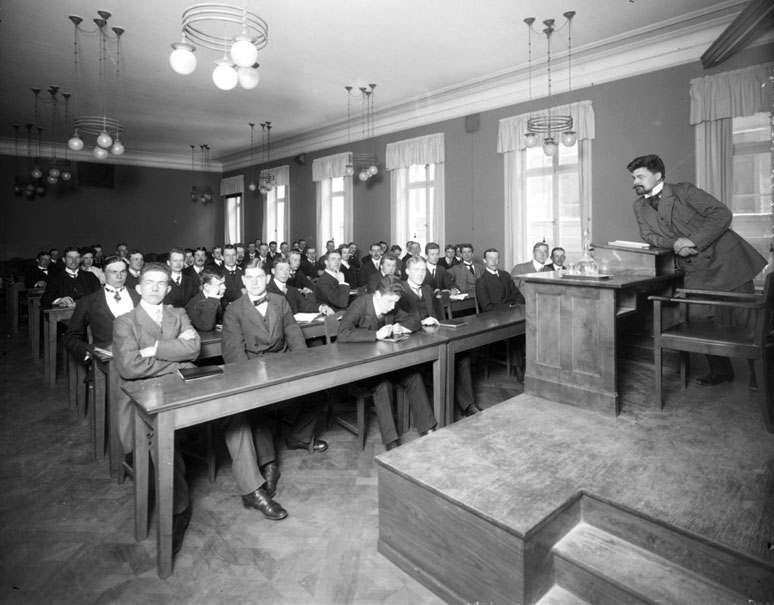
Ernst Walb undervisar studenter vid Handelshögskolan i Stockholm i Brunkebergs hotell 1911
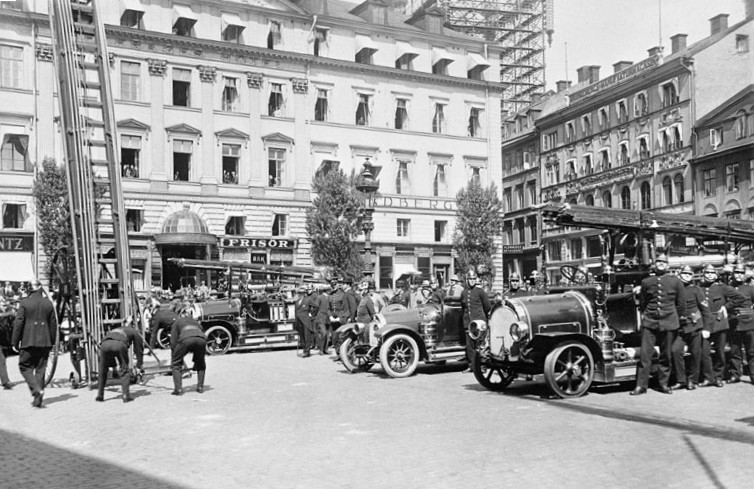
Brunkebergshotell 1921
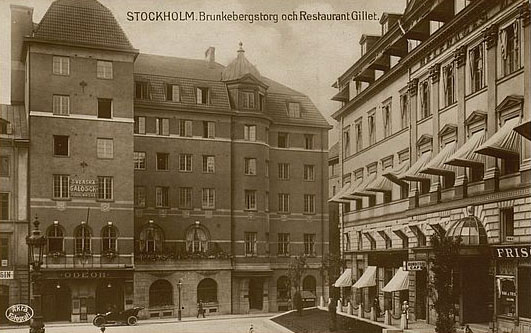
Odeon och Brunkebergs hotell
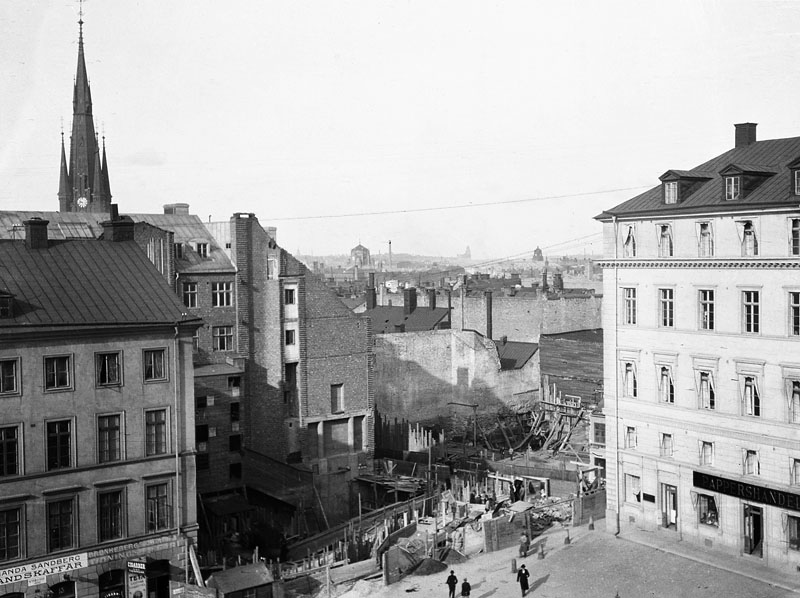
Rivning av Odeon bredvid Brunkebergs hotell
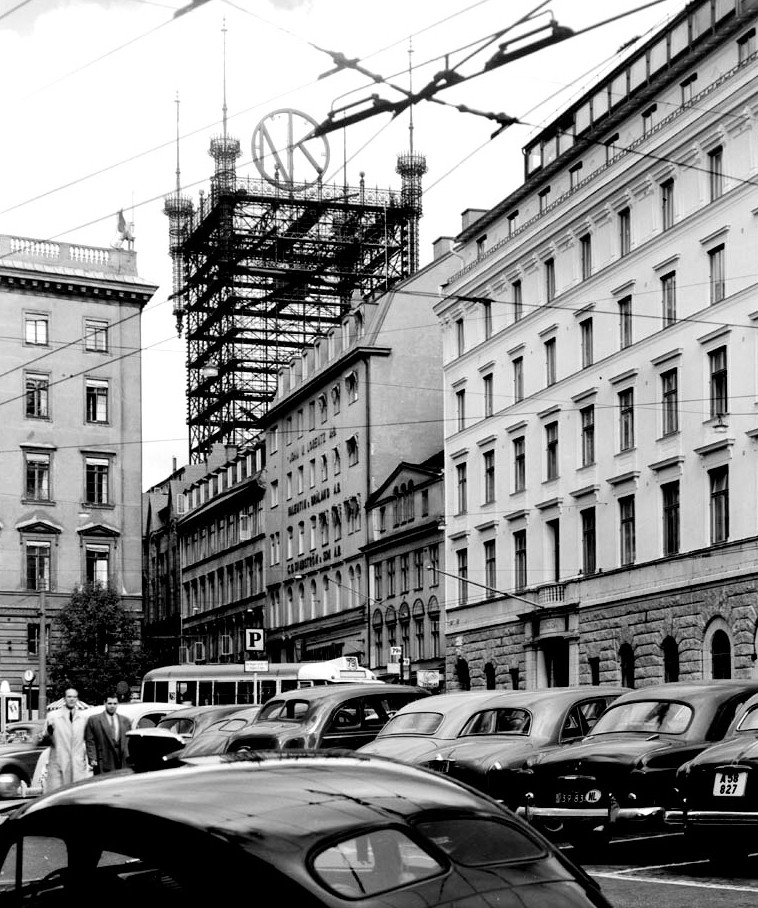
Televerkets hus till vänster och dess Telefontorn till höger
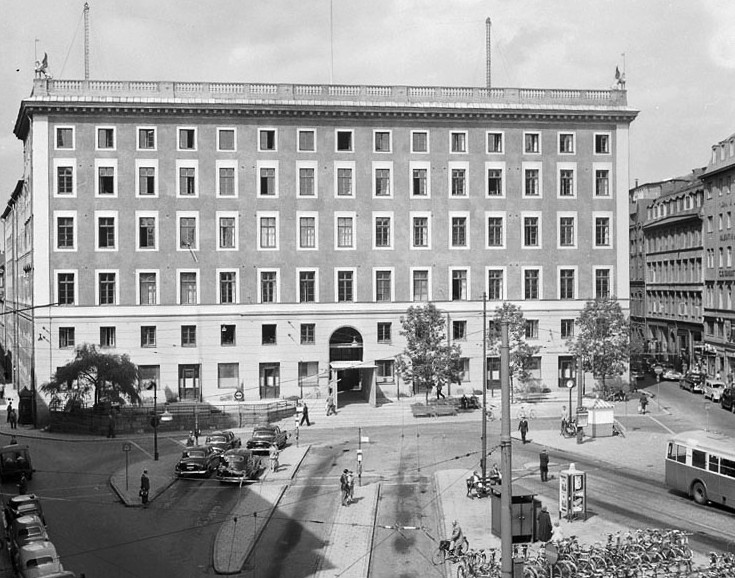
Televerkets hus 1953
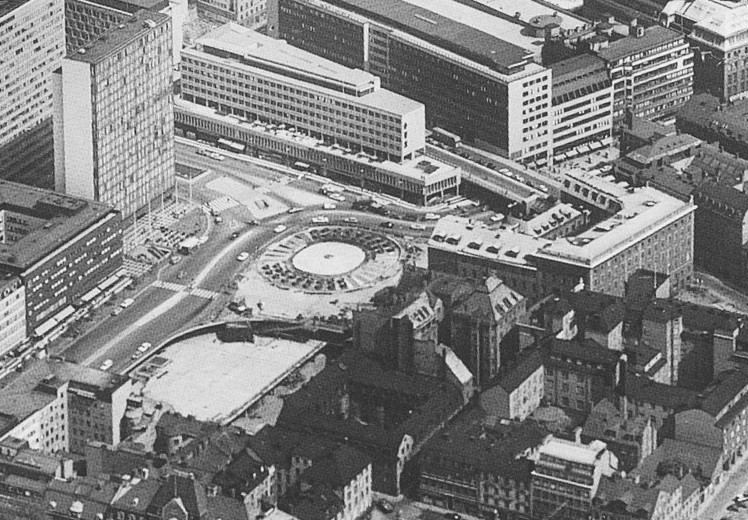
Klaratunneln färdigställd 1967, Televerkets hus ännu inte rivet
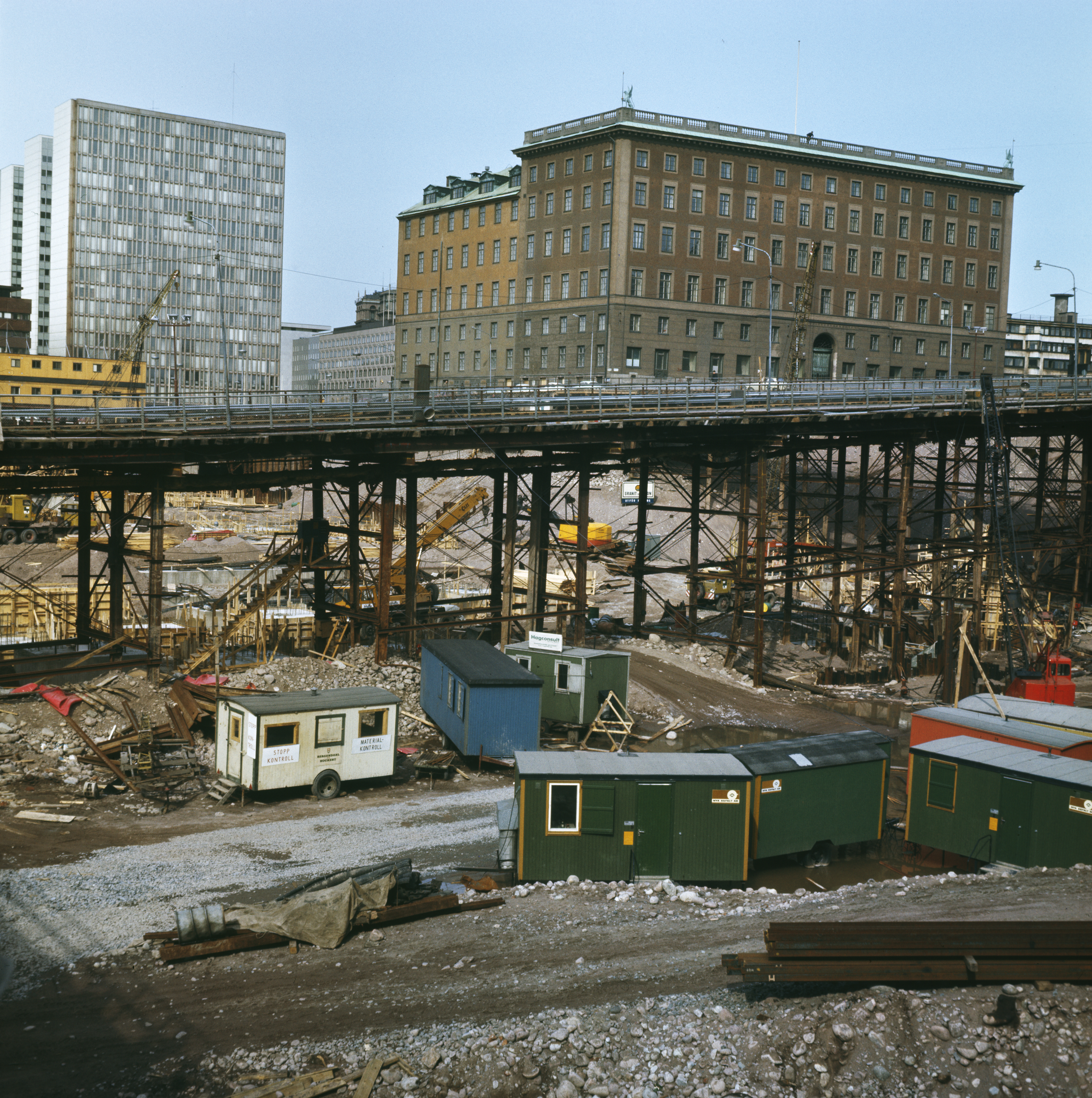
Televerkets hus kort innan rivningen 1969